# Bar del Pi
El Bar del Pi és un establiment situat a la plaça de Sant Josep Oriol, 1 de Barcelona, catalogat com a establiment d'interès (categoria E2).

## Història
Va ser fundat el 1927 per la família Martí Pujol, on anteriorment hi havia hagut una casa de postes. El 23 de juliol del 1936 s'hi va fundar el Partit Socialista Unificat de Catalunya (PSUC).

## Descripció
Establiment situat a un dels locals centrals de planta baixa que afronta a la plaça Sant Josep Oriol en un edifici de finals del segle xviii i amb façana també a la plaça del Pi. Té una sola obertura i entrada situada a l'eix vertical dels balcons en una façana aixamfranada.
L'entrada al local, d'estil modernista, presenta una estructura de fusta aplacada a la façana i en què se situa, al nivell de la llinda en forma de calaix, un calaix que conté el cartell de l'establiment amb un vidre esgrafiat. Emmarcant l'obertura, els plafons de fusta tallada, a banda i banda, contenen una pintura que representa un pi.
Pel que fa a l'interior, es conserva un ampoller d'estil modernista de fusta fosca decorada amb miralls situat darrere la barra. Aquesta és de marbre i fusta amb el reposa peus de tub de metall. El bar, de petites dimensions, també té un entresolat amb estructura de fusta al qual s'accedeix per una escala amb barana de barrots tornejats. El paviment està format per mosaic bicolor escacat.